# Eleccions regionals de Sicília de 2008
Les eleccions regionals per a renovar l'Assemblea Regional de Sicília se celebraren el 13 i 14 d'abril de 2008.
| Regió   | Candidats                   | Candidats                         | Candidats                            | Candidats                   | Candidats                            | President sortint       |
| Regió   | Amici di Beppe Grillo       | Cambia il volto della Sicilia     | In Sicilia                           | La Destra-MSFT              | Forza Nuova                          | President sortint       |
| ------- | --------------------------- | --------------------------------- | ------------------------------------ | --------------------------- | ------------------------------------ | ----------------------- |
| Sicília | Sonia Alfano 69.511 (2,44%) | Anna Finocchiaro 866.044 (30,38%) | Raffaele Lombardo 1.862.959 (65,35%) | Ruggero Razza 45.605 (1,6%) | Giuseppe Bonanno Conti 6.606 (0,23%) | Salvatore Cuffaro (CdL) |

| ← Eleccions regionals de Sicília, 2008 →                    |           |        |        |
| Partits                                                     | vots      | %      | escons |
| In Sicilia Raffaele Lombardo Presidente                     |           |        |        |
| Poble de la Llibertat (PDL)                                 | 900.149   | 33,42% | 34     |
| Moviment per l'Autonomia (Mpa)                              | 375.587   | 13,95% | 15     |
| UDC                                                         | 336.826   | 12,50% | 12     |
| Sicilia forte e libera                                      | 119.892   | 4,45%  | -      |
| Democratici Autonomisti                                     | 101.449   | 3,77%  | -      |
| President electe (Lombardo)                                 |           |        | 1      |
| Total                                                       | 1.833.903 | 68,09% | 61     |
| Cambia il volto della Sicilia - Anna Finocchiaro Presidente |           |        |        |
| Partit Democràtic (PD)                                      | 505.420   | 14,0%  | 28     |
| la Sinistra - l'Arcobaleno - Rita Borsellino                | 131.213   | 4,87%  | -      |
| Anna Finocchiaro Presidente per la Sicilia                  | 83.700    | 3,1%   | -      |
| Itàlia dels Valors (IdV)                                    | 49.726    | 1,85%  | -      |
| Candidat president 2n classificat (Finocchiaro)             |           |        | 1      |
| Total                                                       | 770.059   | 28,6%  | 29     |
| Amici di Beppe Grillo – amb Sonia Alfano President          | 46.396    | 1,72%  | -      |
| La Destra-Fiamma Tricolore                                  | 39.143    | 1,45%  | -      |
| Forza Nuova                                                 | 3.876     | 0,4%   | -      |
| Total                                                       | 2.693.377 |        | 90     |

Fonts: Servei electoral regional'